# 羅伊婷
羅伊婷（英語：Daisy Law，1994年1月14日—），香港女藝人，前ViuTV電視女藝人，2016年參選ViuTV選美節目《美選D.n.A》贏得冠軍而開始成名。

## 簡歷
羅伊婷從3歲半開始學習芭蕾舞。早年居住在沙田區，就讀路德會梁鉅鏐小學（2006年小六；轉制前為上午校舊生）和五旬節林漢光中學（2013年中六）。2009年考獲英國皇家芭蕾舞學院的八級考試，亦有多年爵士舞經驗。她在2010年就讀香港演藝學院舉辦的「青年精英舞蹈課程」。
羅伊婷早在2011年曾參加《TVB周刊》舉辦的「Cover Girl」選舉，最後贏得第一、「最具活力大獎」、「最上鏡大獎三料冠軍」，但因為未完成學業而放棄加入無綫電視。
羅伊婷在2015年加入澳滌娛樂，成為狄易達的師妹，同年就讀香港動作特技演員訓練班。2016年參加ViuTV選美節目《美選D.n.A》，最後打低熱門對手，贏得冠軍。2019年結婚，淡出娛樂圈。

## 演出作品

### 電視節目（ViuTV）
- 2016年：《美選D.n.A》參賽者（冠軍）
- 2017年：《Girls' Talk》主持
- 2017年：《歌度有…》（第3集演出）
- 2017年：《超低能特攻隊》主持
- 2017年：《Out筆豬仔團》主持
- 2017年：《挑機》（第11、12集嘉賓）
- 2018年：《全港的》主持
- 2018年：《Good Night Show 全民星戰》全民隊參賽者
- 2022年：《囝囝女女730》（第241集嘉賓）
- 2022年：《你是我的後援會》（第5集嘉賓）

### 電視劇（ViuTV）
- 2017年：《未來還未來》 飾 羅玲玉（Daisy）
- 2018年：《迷失假期》 飾 小魚
- 2018年：《做演藝嘅》 飾 Kiko

## 外部連結
羅伊婷的Instagram帳戶